# 加扎省
加扎省是莫桑比克的一個省，首府赛赛（Xai-Xai）。
2007年普查人口1,228,514人，2017年普查人口1,446,654人。